# Ella Kovacs
Ella Kovacs (Rumania, 11 de diciembre de 1964) fue una atleta rumana, especializada en la prueba de 800 m en la que llegó a ser medallista de bronce mundial en 1991.

## Carrera deportiva
En el Mundial de Tokio 1991 ganó la medalla de bronce en los 800 metros, con un tiempo de 1:57.58 segundos, llegando a meta tras la soviética Liliya Nurutdinova (oro) y la cubana Ana Fidelia Quirós (plata).